# British Aircraft Corporation

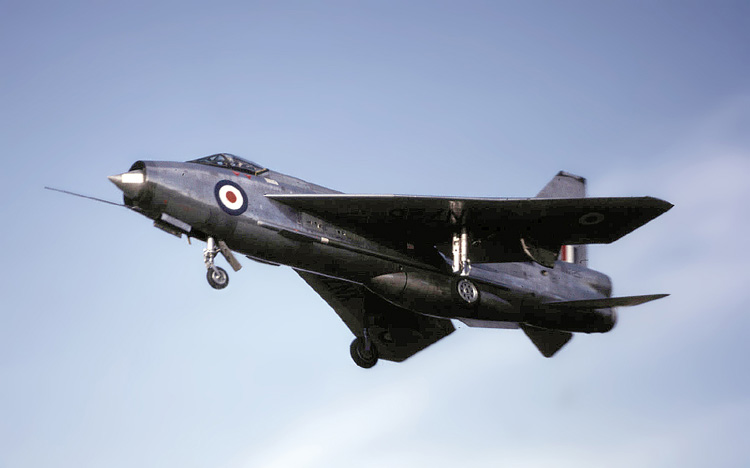
English Electric Lightning

British Aircraft Corporation (BAC) var en brittisk flygindustri som bildades 1960. Koncernen bildades på regeringens initiativ av tillverkarna English Electric, Vickers-Armstrongs, Bristol Aeroplane Company och Hunting Aircraft. Bolaget hade sitt huvudkontor på 100 Pall Mall i City of Westminster i London.
British Aircraft Corporation tillverkade bland annat passagerarplanet BAC 1-11 och jaktflygplanet English Electric Lightning. BAC tog tillsammans med tyska MBB och italienska Fiat fram stridsflygplanet Panavia Tornado och tillsammans med Bréguet gjorde de SEPECAT Jaguar. De utvecklade och tillverkade också Concorde tillsammans med Aérospatiale.
År 1977 slogs företaget ihop med Hawker Siddeley och Scottish Aviation och bildade British Aerospace (idag BAE Systems).